# فيرنون بي. سميث
فيرنون بي. سميث (بالإنجليزية: Vernon Smith)‏ هو رسام أمريكي، ولد في 8 سبتمبر 1894، وتوفي في 9 يناير 1969 في أورلينس في الولايات المتحدة.